# Carex pseudobrizoides
Carex pseudobrizoides — вид квіткових рослин родини осокових (Cyperaceae). Ареал: Європа (Литва, Латвія, Білорусь, Бельгія, Чехія, Франція, Німеччина, Нідерланди, Польща). Це багаторічний або кореневищний геофіт, що росте передусім у помірному біомі.

## Екологія
Населяє піщані бори, теж досить рудералізовані.

## Біоморфологічна характеристика

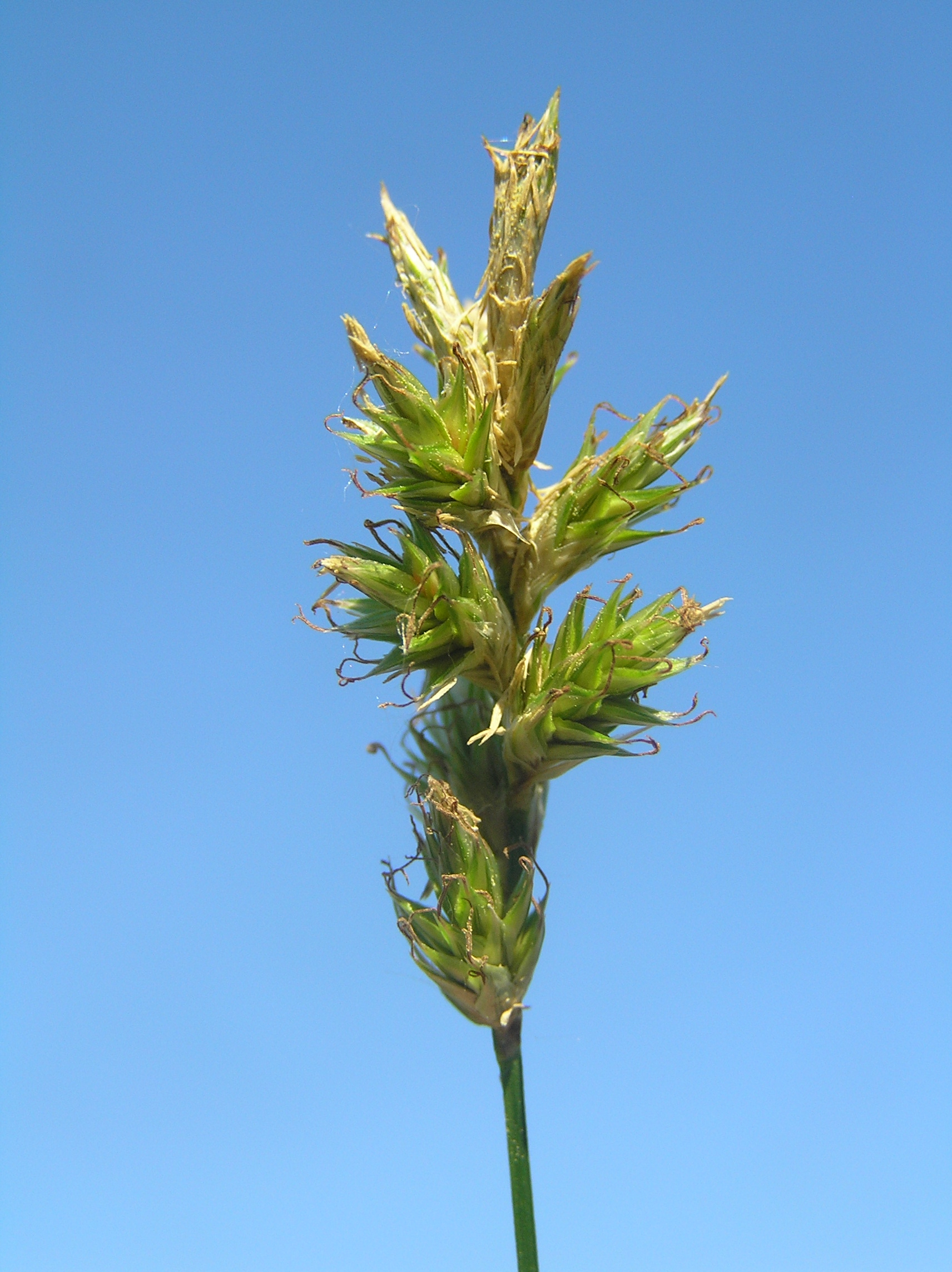

Це помітно сланка осока з разюче товстим кореневищем (2–3 мм), яке характерно розгалужується та розташовує рослинами рядами. Висота рослин 30–60 см. Стеблина зверху злегка шорсткувата. Листки чергові, сидячі, з листковими піхвами, шириною 2–3 мм, нижні листкові піхви світло-коричневі. У колосках є як чоловічі, так і жіночі квітки, причому чоловічі — у нижній частині колоска, а жіночі — у верхній. Весь колос має довжину 3–5 см і містить 6–12 колосків. Чоловічі квітки зазвичай мають три тичинки, жіночі – 2 маточки. Плід — зернівка 5 мм завдовжки, у верхній половині виразно крилата, плавно звужується в довгий двозубий дзьоб. Цвіте в травні.